# Lathraeodiscus
Lathraeodiscus es un género de hongos de la familia Pyronemataceae. Es monotípico, su única especie es Lathraeodiscus arcticus. Esta especie ha sido hallada en zonas bajas en el ártico en Groenlandia y Svalbard, Noruega.